# Albert Marcet Torrens
Albert Marcet Torrens (Tarrasa, 11 de abril de 1960) es un economista español, especializado en Macroeconomía, series temporales, economía financiera y Teoría Económica Dinámica. Es profesor e investigador del ICREA en el CREi (Centro de Investigación en Economía Internacional) y de la Barcelona School of Economics (BSE), donde también ocupa la Cátedra de Investigación AXA en Riesgo Macroeconómico. Es también profesor adjunto de la Universidad Pompeu Fabra, miembro de la Econometric Society e investigador del Centro de Investigación en Economía y Política (CEPR).  

## Carrera académica
Licenciado en Economía por la Universidad Autónoma de Barcelona y doctor en Economía por la Universidad de Minnesota en 1987. Después de conseguir su doctorado, se convirtió en profesor asistente en Universidad Carnegie Mellon hasta 1990. En 1990, vuelve a Europa y juega un papel fundamental en los años fundacionales y posteriores de la Universidad Pompeu Fabra (UPF). Primero como impulsor del programa de doctorado, después, como director del departamento. Posteriormente, se convierte en profesor investigador en el CSIC (2004-2009, 2011-2018). Entre 2009 a 2011, fue profesor en la prestigiosa London School of Economics (LSE), universidad en la cual llevaba siendo profesor visitante desde 1997.  Tras pasar un par de años en la LSE, Albert vuelve a incorporarse al IAE-CSIC como ICREA y Barcelona GSE Research Professor.
En 2012 y 2018, el profesor Marcet recibió la reconocida beca del Consejo Europeo de Investigación “ERC Advanced Grant” por sus proyectos “Asset Prices and Macro Policy when Agents Learn” y “Asset Prices and Macro Policy when Agents Learn and are Heterogenous”. Dichos proyectos se basan en el desarrollo de modelos de aprendizaje, que muestran cómo las expectativas de los inversores sobre los precios de las acciones, son un determinante clave de la volatilidad de los mismos.  En 2016, fue galardonado con el Premio Rey Jaume I, que reconoce las contribuciones significativas de los mejores científicos españoles.
Recientemente, ha sido profesor en la University College of London; y actualmente, continua con sus tareas de investigador en el CREi y BSE. Es profesor adjunto de la UPF, miembro de la Econometric Society e investigador del CEPR.

## Investigación
Su investigación se centra en cuatro áreas principales: modelos de aprendizaje de expectativas, técnicas de resolución de modelos dinámicos, política fiscal y series temporales. 
Entre los aspectos más destacados de su trabajo se encuentra su colaboración con el Premio Nobel de Economía Thomas Sargent. En sus artículos pioneros, muestran que si los agentes  forman sus expectativas de forma adaptativa – por ejemplo, como económetras haciendo regresiones – en muchos modelos el problema de la indeterminación desaparece. Sus análisis se han utilizado en muchos artículos para justificar (o no) el uso de los modelos DSGE con expectativas racionales utilizados en muchos bancos centrales para predecir los efectos de los cambios de política.
Junto con Wouter den Haan, desarrolló el Algoritmo de Expectativas Parametrizadas (PEA), especialmente diseñado para ‘cerrar el modelo macro-dinámico’.
Destaca por el estudio de modelos de aprendizaje para explicar el comportamiento de muchas series temporales en macroeconomía y finanzas que  difícilmente se pueden explicar con un modelo de expectativas racionales. Junto con Juan Pablo Nicolini, ha demostrado que las hiperinflaciones observadas en muchos países de América Latina  en la década de 1980, pueden explicarse de forma natural con modelos de aprendizaje. La recomendación de política económica que se desprende de su modelo es la de promover una reforma real y anclar las expectativas de inflación mediante reglas de tipo de cambio, en línea con lo que hoy se considera que ha acabado efectivamente con las hiperinflaciones de los 80. Esta línea de investigación – en colaboración con Klaus Adam y J.P. Nicolini – ha resultado muy fructífera al aplicarla al estudio de los precios de los activos – por ejemplo, inmobiliarios – mostrando como los modelos de aprendizaje explican mejor que los modelos de expectativas racionales no solo el comportamiento de estas series, sino también las predicciones de los especialistas. En sus trabajos más recientes sobre modelos de aprendizaje muestra que las expectativas de los inversores sobre los precios de las acciones son un determinante clave de su volatilidad.
En materia de política fiscal, sus investigaciones han demostrado que, en contra de lo que habían sugerido algunos autores, una reducción drástica del impuesto sobre el capital conduciría a una gran redistribución de la riqueza que perjudicaría fuertemente a amplios sectores de la población con bajos ingresos de capital, y que la política óptima implica incurrir en grandes déficits en las recesiones.

## Premios y Becas
- ERC Advanced Grant, "Asset Prices and Macro Policy when Agents Learn and are Heterogeneous", 2018.
- Premio Rey Jaime I en Economía, 2016.[1]
- ERC Advanced Grant, "Asset Prices and Macro Policy when Agents Learn", 2012.
- Beca Wim Duisenberg, Banco Central Europeo, 2006.

## Publicaciones destacadas
- “Convergence of Least Squares Learning Mechanisms in Self-Referential Linear Stochastic Models”, (with T. Sargent), Journal of Economic Theory, 48 (2), 1989, 337-368.
- “Solving a Growth Model by Parameterizing Expectations”, (with W. den Haan), Journal of Business, Economics and Statistics, 8 (1), 1990, 31-34.
- “Optimal Taxation without State-Contingent Debt”, (with R. Aiyagari, T. Sargent and J. Seppälä), Journal of Political Economy, 110 (6), 2002, 1220-1254.
- “Recurrent Hyperinflations and Learning”, (with J. Nicolini), American Economic Review, 93 (5), 2003, 1476-1498.
- “Stock Market Volatility and Learning”, (with K. Adam and J. Nicolini), Journal of Finance, 71 (1), 2016, 33-82.
- “Stock Price Booms and Expected Capital Gains”, (with K. Adam and J. Beutel), American Economic Review, 107 (8), 2017, 2352-2408.
- “Government Debt Management, the Long and Short of it”, (with E. Faraglia, R. Oikonomou and A. Scott), Review of Economic Studies, 2019, 86 (6), 2554-
- “Recursive Contract”, (with R. Marimon), Econometrica, 2019, 87 (5), 1589-1631.